# The Blackouts
The Blackouts fue una banda de punk rock formada en Seattle en 1979 por el cantante y guitarrista Erich Werner, el bajista Mike Davidson y el baterista Bill Rieflin, todos exmiembros de una banda de punk local, The Telepaths. A ellos se unió Roland Barker, primero al sintetizador y luego al saxofón, estos tomaron un sonido más experimental cuando se estableció la influencia de Roland en la banda.
Después de un sencillo y un EP en pequeños sellos locales, Davidson fue reemplazado por el hermano de Roland, Paul Barker, en 1981. Esta formación grabó el sencillo "Exchange of Goods" para el sello inglés Situation Two y se trasladó a Boston en Allí conocieron a Al Jourgensen de Ministry, quien produjo su última grabación, el EP Lost Soul's Club para Wax Trax. Registros, teniendo un éxito moderado en las diversas radios locales y dando cierta visibilidad al grupo, lo que les ganó una gira.
La banda se mudó por segunda vez a San Francisco en 1984 y realizó una gira por la costa este con Ministry ese año antes de separarse. Jourgensen reclutó a Paul, Roland Barker y Rieflin para la formación de Ministry, desempeñando un papel importante en la transformación de Ministry de una banda de baile impulsada por sintetizadores a uno de los máximos exponentes del metal industrial. Esto inició una larga colaboración entre Paul Barker y Jourgensen en Ministry, Revolting Cocks, Lard y otros proyectos. Rieflin lanzó su primer álbum en solitario en 1999, Birth of a Giant, trabajó con KMFDM, Pigface, Ruby, Peter Murphy, Nine Inch Nails, Swans y King Crimson, y fue el baterista de estudio y de gira de REM.  Erich Werner se unió a los Toiling Midgets, siendo el final definitivo de la banda y el inicio de la desbandada de cada uno a diversos proyectos .
En 2004, K Records de Olympia lanzó History in Reverse, recopilando las grabaciones de estudio de la banda y añadiendo pistas inéditas.